# Marco Cimatti
Marco Cimatti (Bertalia, barri de Bolonya, 13 de febrer de 1913 - Bolonya, 21 de maig de 1982) va ser un ciclista italià que fou professional entre 1934 i 1940.
Abans, com a amateur, va prendre part en els Jocs Olímpics de Los Angeles de 1932, en què guanyà la medalla d'or en la prova de persecució per equips, formant equip amb Nino Borsari, Paolo Pedretti i Alberto Ghilardi.
Com a professional destaquen quatre victòries al Giro d'Itàlia, on guanyà quatre etapes, tres el 1937 i una el 1938, edició en què vestí el mallot rosa durant una etapa.
Durant els anys 30 va crear una marca de bicicletes i en finalitzar la Segona Guerra Mundial va crear un petit equip professional. El 1937 va fundar una empresa fabricant de bicicletes i, més tard, motocicletes sota la marca Cimatti.

## Palmarès
- 1932
  -  Medalla d'or als Jocs Olímpics de Los Angeles en persecució per equips
- 1933
  - 1r al Critèrium de Wangen
- 1934
  - 1r al Giro dell'Emilia
- 1935
  - 1r a la París-Évreux
- 1937
  - Vencedor de 3 etapes al Giro d'Itàlia
  - Vencedor d'una etapa de la París-Niça
- 1938
  - Vencedor d'una etapa al Giro d'Itàlia
- 1939
  - 1r a la Milà-Mòdena

### Resultats al Giro d'Itàlia
- 1937. 26è de la classificació general. Vencedor de 3 etapes
- 1938. Abandona (7a etapa). Vencedor d'una etapa. Porta la maglia rosa durant una etapa
- 1939. Abandona (8a etapa)

### Resultats al Tour de França
- 1937. Abandona (5a etapa)